# Arthur Troop
Arthur Troop (15. prosince 1914, Lincoln, Anglie – 30. listopadu 2000, Peterborough, Anglie) byl anglický policista, který v roce 1950 založil Mezinárodní policejní asociaci (IPA).
Vystudoval na Ruskin College a v Oxfordu (ekonomii), 19. 6. 1936 se stal policistou a 1. 1. 1950 založil organizaci IPA. V roce 1965 získal britské vyznamenání British Empire Medal.